# Nazionale maschile di calcio a 5 della Danimarca
La nazionale di calcio a 5 della Danimarca è, in senso generale, una qualsiasi delle selezioni nazionali di Calcio a 5 della Dansk Arbejden Idraetsforbund che rappresentano la Danimarca nelle varie competizioni ufficiali o amichevoli riservate a squadre nazionali.
La Danimarca non vanta una grande tradizione in fatto di calcio a 5, la squadra danese ha partecipato ad un unico campionato del mondo, nel 1989, venendo eliminata al primo turno da Olanda e Paraguay, ma raccogliendo comunque una vittoria ed un pareggio. La Danimarca invece non ha mai preso parte alle qualificazioni per i campionati europei.

## Risultati nelle competizioni internazionali

### Campionato Mondiale
| Anno   | Luogo         | Piazzamento     | G | V | N | P | GF | GS |
| ------ | ------------- | --------------- | - | - | - | - | -- | -- |
| 1989   | Paesi Bassi   | 1º turno        | 3 | 1 | 1 | 1 | 12 | 10 |
| 1992   | Hong Kong     | Non presente    | - | - | - | - | -  | -  |
| 1996   | Spagna        | Non presente    | - | - | - | - | -  | -  |
| 2000   | Guatemala     | Non presente    | - | - | - | - | -  | -  |
| 2004   | Taipei cinese | Non presente    | - | - | - | - | -  | -  |
| 2008   | Brasile       | Non presente    | - | - | - | - | -  | -  |
| 2012   | Thailandia    | Non presente    | - | - | - | - | -  | -  |
| 2016   | Colombia      | Non qualificata | - | - | - | - | -  | -  |
| 2021   | Lituania      | Non qualificata | - | - | - | - | -  | -  |
| Totale |               | 1/9             | 3 | 1 | 1 | 1 | 12 | 10 |

### Campionato europeo
| Anno   | Luogo       | Piazzamento     | G | V | N | P | GF | GS |
| ------ | ----------- | --------------- | - | - | - | - | -- | -- |
| 1996   | Spagna      | Non presente    | - | - | - | - | -  | -  |
| 1999   | Spagna      | Non presente    | - | - | - | - | -  | -  |
| 2001   | Russia      | Non presente    | - | - | - | - | -  | -  |
| 2003   | Italia      | Non presente    | - | - | - | - | -  | -  |
| 2005   | Rep. Ceca   | Non presente    | - | - | - | - | -  | -  |
| 2007   | Portogallo  | Non presente    | - | - | - | - | -  | -  |
| 2010   | Ungheria    | Non presente    | - | - | - | - | -  | -  |
| 2012   | Croazia     | Non presente    | - | - | - | - | -  | -  |
| 2014   | Belgio      | Non qualificata | - | - | - | - | -  | -  |
| 2016   | Serbia      | Non qualificata | - | - | - | - | -  | -  |
| 2018   | Slovenia    | Non qualificata | - | - | - | - | -  | -  |
| 2022   | Paesi Bassi |                 | - | - | - | - | -  | -  |
| Totale |             | 0/11            | - | - | - | - | -  | -  |